# Okręg wyborczy Weobley
Okręg wyborczy Weobley powstał w 1628 r. i wysyłał do angielskiej, a następnie brytyjskiej, Izby Gmin dwóch deputowanych. Okręg położony był w hrabstwie Herefordshire. Został zlikwidowany w 1832 r.

## Deputowani do brytyjskiej Izby Gmin z okręgu Weobley
- 1660–1660: James Pytts
- 1660–1660: Richard Weston
- 1660–1675: Thomas Tomkyns
- 1660–1661: Herbert Perrott
- 1661–1679: John Barneby
- 1675–1678: Thomas Williams
- 1678–1679: William Gregory
- 1679–1685: John Birch
- 1679–1685: John Booth
- 1685–1689: Henry Cornewall
- 1685–1689: Robert Price
- 1689–1691: John Birch
- 1689–1690: James Morgan
- 1690–1701: Robert Price
- 1691–1701: Thomas Foley
- 1701–1701: Henry Cornewall
- 1701–1702: John Birch
- 1701–1705: Robert Price
- 1702–1708: Henry Cornewall
- 1705–1715: John Birch
- 1708–1708: Henry Thynne
- 1708–1710: Henry Gorges
- 1710–1713: Henry Cornewall
- 1713–1715: Uvedale Tomkyns Price
- 1715–1715: Paul Foley
- 1715–1718: Charles Cornewall
- 1715–1732: John Birch
- 1718–1727: Nicholas Philpott
- 1727–1734: Uvedale Tomkyns Price
- 1732–1734: James Cornewall
- 1734–1735: John Birch
- 1734–1741: John Buckworth
- 1737–1741: James Cornewall
- 1741–1747: George Carpenter, 2. baron Carpenter
- 1741–1747: Henry Temple, 1. wicehrabia Palmerston
- 1747–1747: Mansel Powell
- 1747–1757: Savage Mostyn
- 1747–1754: John Perceval, 2. hrabia Egmont
- 1754–1761: John Craster
- 1757–1761: George Venables-Vernon, wigowie
- 1761–1762: William Bentinck, markiz Titchfield, wigowie
- 1761–1770: Henry Thynne
- 1762–1768: William Lynch
- 1768–1774: Simon Luttrell
- 1770–1774: Bamber Gascoyne
- 1774–1780: William Lynch
- 1774–1783: John St Leger Douglas
- 1780–1786: Andrew Bayntun-Rolt
- 1783–1796: John Scott, torysi
- 1786–1790: Thomas Thynne, torysi
- 1790–1812: lord George Thynne
- 1796–1796: lord John Thynne
- 1796–1800: Inigo Freeman Thomas
- 1800–1802: Charles Talbot
- 1802–1807: Robert Steele
- 1807–1812: Heneage Finch, lord Guernsey
- 1812–1812: Henry Bathurst, lord Apsley, torysi
- 1812–1813: George Ashburnham, wicehrabia St Asaph
- 1812–1816: William Bathurst
- 1813–1818: James Lenox William Naper
- 1816–1824: lord Frederick Cavendish-Bentinck
- 1818–1820: Thomas Thynne, wicehrabia Weymouth
- 1820–1828: George Cockburn, torysi
- 1824–1826: lord Henry Thynne, torysi
- 1826–1831: lord William Thynne
- 1828–1832: lord Henry Thynne, torysi
- 1831–1832: lord Edward Thynne